# Roberto Riascos
Roberto Riascos (Buenaventura, Valle del Cauca, Colombia, 16 de diciembre de 1991) es un futbolista colombiano. Juega como delantero y su equipo actual es el Deportes Savio de la Liga Nacional de Ascenso de Honduras.

## Trayectoria

### Deportivo Pereira
Debutó con el cuadro matecaña el día 12 de agosto de 2013 en la victoria a domicilio de 1-0 sobre el Bogotá Fútbol Club, teniendo como entrenador a Jesús Barrios.

### Vida
Marcó su primera tripleta de goles el 14 de marzo de 2015 en el triunfo 3-1 sobre el Honduras Progreso en el Estadio Nilmo Edwards de La Ceiba.
Anotó ocho goles en catorce partidos que jugó.

### Marathón
Como consecuencia de sus buenas actuaciones, el 21 de julio de 2015 fichó por el Club Deportivo Marathón.

### Parrillas One
Jugó al siguiente año con el Parrillas One de la Liga de Ascenso.

### Social Sol
Retornó a la Liga Nacional de Honduras con el Social Sol. 

### Real Sociedad
El 24 de enero de 2018 firmó por Real Sociedad de Tocoa.

## Clubes
| Club                | País                | Año                 | Partidos | Goles |
| ------------------- | ------------------- | ------------------- | -------- | ----- |
| Deportivo Pereira   | Colombia            | 2013 - 2014         | 2        | 0     |
| Vida                | Honduras            | 2014 - 2015         | 14       | 8     |
| Marathón            | Honduras            | 2015                | 7        | 0     |
| Parrillas One       | Honduras            | 2016                | ?        | ?     |
| Social Sol          | Honduras            | 2017                | 16       | 3     |
| Real Sociedad       | Honduras            | 2018 - 2021         | 11       | 3     |
| Deportes Savio      | Honduras            | 2021 - 2022         | 26       | 13    |
| Total en su carrera | Total en su carrera | Total en su carrera | 50       | 14    |